# Liste der Biografien/Schow
Liste der Biografien |
Portal Biografien |
Personensuche
# |
A |
B |
C |
D |
E |
F |
G |
H |
I |
J |
K |
L |
M |
N |
O |
P |
Q |
R |
S |
T |
U |
V |
W |
X |
Y |
Z |
?
 
Sa |
Sb |
Sc |
Sd |
Se |
Sf |
Sg |
Sh |
Si |
Sj |
Sk |
Sl |
Sm |
Sn |
So |
Sp |
Sq |
Sr |
Ss |
St |
Su |
Sv |
Sw |
Sy |
Sz
 
Sca–Sce |
Sch |
Sci–Scz
 
Scha |
Schc |
Schd |
Sche |
Schg |
Schi |
Schj |
Schk |
Schl |
Schm |
Schn |
Scho |
Schp |
Schr |
Schs |
Scht |
Schu |
Schv |
Schw |
Schy
 
Schoa |
Schob |
Schoc |
Schod |
Schoe |
Schof |
Schog |
Schoh |
Schoi |
Schok |
Schol |
Schom |
Schon |
Schoo |
Schop |
Schor |
Schos |
Schot |
Schou |
Schov |
Schow |
Schoy
Die Liste der Biografien führt alle Personen auf, die in der deutschsprachigen Wikipedia einen Artikel haben. Dieses ist eine Teilliste mit 15 Einträgen von Personen, deren Namen mit den Buchstaben „Schow“ beginnt.

## Schow
- Schow, Georg (1810–1889), deutscher Kommunalpolitiker, Leerer Bürgermeister, Geheimer Regierungsrat, Bankmanager, Verwaltungsgerichtsdirektor, Autor und Herausgeber
- Schow, Wilhelm (1896–1946), deutscher Beamter, Landeshauptmann in Schleswig-Holstein

### Schowa
- Schowanek, Johann (1868–1934), altösterreichischer Holzfabrikant

### Schowe
- Schöwe, Gaby (* 1964), deutsche Hockeyspielerin
- Schowe, Werner (* 1944), deutscher Brigadegeneral
- Schöwerling, Rainer (1937–2014), deutscher Sprachwissenschaftler

### Schowi
- Schöwing, Denise (* 1968), deutsche Drehbuchautorin und Journalistin

### Schowk
- Schowkowskyj, Oleksandr (* 1975), ukrainischer FußballtorwartOleksandr Schowkowskyj (* 1975)

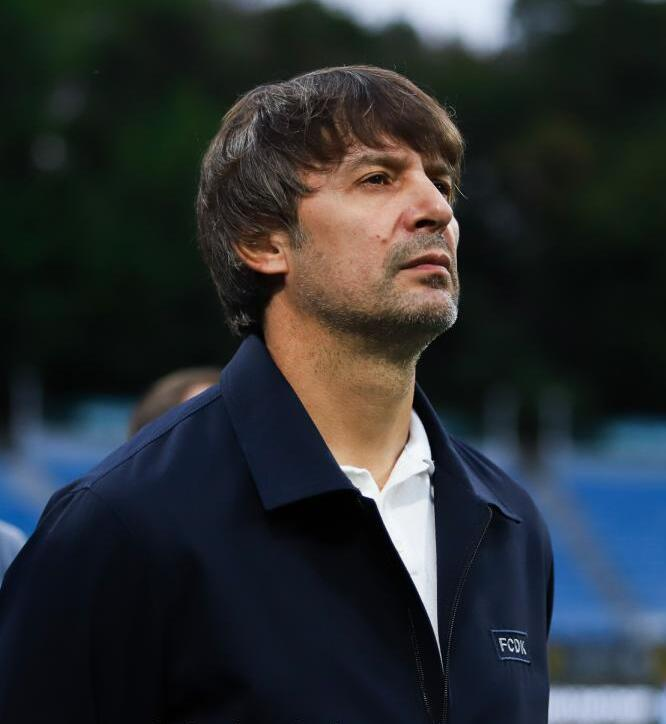
Oleksandr Schowkowskyj (* 1975)

- Schowkun, Roman, ukrainischer Bogenbiathlet und Skilangläufer
- Schowkunenko, Oleksij (1884–1974), ukrainisch-sowjetischer Kunstmaler

### Schown
- Schownir, Kyrylo (* 1997), ukrainischer Eishockeyspieler
- Schownir, Olha (* 1989), ukrainische Säbelfechterin und Olympiasiegerin

### Schowt
- Schowtis, Alexander (1923–1999), ukrainischer und kasachischer Literaturkritiker, Schriftsteller und Übersetzer
- Schowtka, Alexander (* 1963), deutscher Schwimmer
- Schowtka, Peter (1945–2022), deutscher Politiker (CDU), MdL